# Estnische Fußballmeisterschaft 1925
Die Estnische Fußballmeisterschaft wurde 1925 zum fünften Mal als höchste estnische Fußball-Spielklasse der Herren ausgespielt. Die Meisterschaft wurde im K.-o.-System ausgetragen, wobei eine Mannschaft nach zwei Niederlagen ausschied. In dieser Qualifikationsrunde wurden die beiden Mannschaften ermittelt, die sich in einem Finalspiel gegenüberstanden. Der SK Tallinna Sport konnte in diesem Endspiel, die 4. Meisterschaft der Klubgeschichte gewinnen.

## Qualifikation
Ausgetragen wurden die Begegnungen zwischen dem 6. September und 11. Oktober 1925.
|                       | Ergebnis |                       |
| --------------------- | -------- | --------------------- |
| KS Võitleja Narva 1   | 5:1      | SS Tervis Pärnu       |
| SK Tallinna Sport     | 1:1      | SS Nõmme Kalju        |
| SK Tallinna Sport     | 2:1      | SS Nõmme Kalju        |
| SK Kalevipoeg Tallinn | 3:3      | KS Võitleja Narva     |
| SK Kalevipoeg Tallinn | 1:0      | KS Võitleja Narva     |
| SK Tallinna Sport     | 1:1      | JK Tallinna Kalev     |
| SK Tallinna Sport     | 1:0      | JK Tallinna Kalev     |
| JK Tallinna Kalev     | 2:1      | SK Kalevipoeg Tallinn |
| SK Tallinna Sport     | 0:0      | SK Kalevipoeg Tallinn |
| SK Tallinna Sport     | 5:1      | SK Kalevipoeg Tallinn |
| KS Võitleja Narva     | 3:1      | SS Nõmme Kalju        |
| JK Tallinna Kalev     | 3:0      | KS Võitleja Narva     |

SK Tallinna Sport ohne Niederlage und JK Tallinna Kalev mit einer Niederlage bestritten das Finale.

## Finale
| SK Tallinna Sport                  | SK Tallinna Sport | JK Tallinna Kalev                                                                                    | JK Tallinna Kalev |
| ---------------------------------- | --- | --- | ----------------- |
| SK Tallinna Sport                  | \| 11. Oktober 1925 in Tallinn \| \| Ergebnis: 5:0 (3:0) \| \| Schiedsrichter: Alexander McKibbin \|                                    | \| 11. Oktober 1925 in Tallinn \| \| Ergebnis: 5:0 (3:0) \| \| Schiedsrichter: Alexander McKibbin \| | JK Tallinna Kalev |
| SK Tallinna Sport                  | Cheftrainer: Verner Eklöf ( Finnland)                                                                                                   | Cheftrainer: Viktor Sõgel                                                                            | JK Tallinna Kalev |
| SK Tallinna Sport                  | 1:0 Aleksander Kalvet (4.) 2:0 Johannes Kichlefeldt (19.) 3:0 Heinrich Paal (39.) 4:0 Johannes Kichlefeldt (84.) 5:0 Eugen Einman (90.) | | JK Tallinna Kalev |
| 11. Oktober 1925 in Tallinn        | | |                   |
| Ergebnis: 5:0 (3:0)                | | |                   |
| Schiedsrichter: Alexander McKibbin | | |                   |

## Die Meistermannschaft des SK Tallinna Sport
(Berücksichtigt wurden alle Spieler der Mannschaft)
| 1. | SK Tallinna Sport |
|    | - Spieler: Voldemar Birkenthal, Eugen Einman, Aleksander Kalvet, Sergej Javorsky-Joamets, Roland Jürisson, Johannes Kichlefeldt, Arnold Laasner, Eduard Maurer, Heinrich Paal, Bernhard Rein, Otto Reinlo, Karl-Rudolf Sillak, Eduard Teiman, Evald Tipner, Oskar Üpraus - Trainer: Verner Eklöf |

## Torschützenliste
| Pl. | Name                 | Mannschaft            | Tore |
| --- | -------------------- | --------------------- | ---- |
| 1.  | Aleksander Kalvet    | SK Tallinna Sport     | 4    |
| 1.  | Ervin Fischer        | JK Tallinna Kalev     | 4    |
| 3.  | Eugen Einman         | SK Tallinna Sport     | 3    |
| 3.  | Elland               | KS Võitleja Narva     | 3    |
| 3.  | Volkov-Metsanurm     | KS Võitleja Narva     | 3    |
| 6.  | Kalvi                | KS Võitleja Narva     | 2    |
| 6.  | Johannes Kichlefeldt | SK Tallinna Sport     | 2    |
| 6.  | Kutti                | KS Võitleja Narva     | 2    |
| 6.  | Läll                 | SK Kalevipoeg Tallinn | 2    |
| 6.  | Heinrich Paal        | SK Tallinna Sport     | 2    |
| 6.  | Voldemar Rõks        | JK Tallinna Kalev     | 2    |
| 6.  | Oskar Üpraus         | SK Tallinna Sport     | 2    |